# Elecciones federales de Suiza de 1919
Las elecciones federales de Suiza fueron realizadas el 26 de octubre de 1919. El Partido Radical Democrático Suizo emergió como el partido más grande del Consejo Nacional, obteniendo 60 de los 189 escaños.

## Resultados

### Consejo nacional
| Partido                                                    | Votos   | %    | Escaños | +/–   |
| ---------------------------------------------------------- | ------- | ---- | ------- | ----- |
| Partido Radical Democrático Suizo                          | 215.566 | 28.8 | 60      | –43   |
| Partido Socialista Suizo                                   | 175.292 | 23.5 | 41      | +21   |
| Partido Demócrata Suizo                                    | 156.702 | 21.0 | 41      | –1    |
| Partido de los Agricultores, Comerciantes e Independientes | 114.537 | 15.3 | 30      | +26   |
| Partido Liberal Democrático                                | 28.497  | 3.8  | 9       | –3    |
| Unión Grütli                                               | 20.559  | 2.8  | 2       | Nuevo |
| Grupo Democrático                                          | 14.677  | 2.0  | 4       | –3    |
| Partido Popular Evangélico                                 | 6.031   | 0.8  | 1       | +1    |
| Pragmatismo                                                | 15.342  | 2.1  | 1       | +1    |
| Otros partidos                                             | 15.342  | 2.1  | 0       | –     |
| Votos en blanco/nulos                                      | 13.397  | –    | –       | –     |
| Total                                                      | 760.600 | 100  | 189     | 0     |
| Participación electoral                                    | 946.271 | 80.4 | –       | –     |
| Fuente: Nohlen & Stöver                                    |         |      |         |       |

### Consejo de Estados
En varios cantones, los miembros del Consejo de Estados fueron designados por los parlamentarios cantonales.
| Partido                                                    | Escaños |
| ---------------------------------------------------------- | ------- |
| Partido Radical Democrático Suizo                          | 23      |
| Partido Demócrata Cristiano                                | 17      |
| Partido Liberal Democrático                                | 2       |
| Grupo Demócratico                                          | 1       |
| Partido de los Agricultores, Comerciantes e Independientes | 1       |
| Partido Socialista Suizo                                   | 0       |
| Otros partidos                                             | 0       |
| Total                                                      | 44      |
| Fuente: Nohlen & Stöver                                    |         |